# Le Moulinet-sur-Solin
Le Moulinet-sur-Solin is een gemeente in het Franse departement Loiret (regio Centre-Val de Loire) en telt 143 inwoners (1999). De plaats maakt deel uit van het arrondissement Montargis.

## Geografie
De oppervlakte van Le Moulinet-sur-Solin bedraagt 20,0 km², de bevolkingsdichtheid is 7,2 inwoners per km².
De onderstaande kaart toont de ligging van Le Moulinet-sur-Solin met de belangrijkste infrastructuur en aangrenzende gemeenten.

## Demografie
Onderstaande figuur toont het verloop van het inwonertal (bron: INSEE-tellingen).